# Mistrzostwa Azji w Zapasach 1987
Mistrzostwa Azji w zapasach w 1987 roku rozegrano od 13 do 17 października w Bombaju w Indiach.

## Tabela medalowa
|    | Państwo          |    |    |    | Razem: |
| -- | ---------------- | -- | -- | -- | ------ |
| 1. | Iran             | 6  | 4  | 5  | 15     |
| 2. | Japonia          | 5  | 5  | 4  | 14     |
| 3. | Korea Południowa | 4  | 2  | 4  | 10     |
| 4. | Korea Północna   | 3  | 1  | 0  | 4      |
| 5. | Indie            | 1  | 7  | 3  | 11     |
| 6. | Irak             | 1  | 0  | 2  | 3      |
| 7. | Pakistan         | 0  | 1  | 1  | 2      |
|    | Razem:           | 20 | 20 | 19 | 59     |

## styl wolny
| Waga   | Złoto:             | Srebro:           | Brąz:                 |
| 48 kg  | Kim Sun-chol       | Rajesh Kumar      | Lee Sang-ho           |
| 52 kg  | Bong Hong-il       | Isao Okiyama      | Jaghub Nadżafi        |
| 57 kg  | Gwon O-young       | Muhammad Azeem    | Mohammad Zolfaghari   |
| 62 kg  | Takumi Adachi      | Ko Young-ho       | Hamid Ghafourian      |
| 68 kg  | Yoshihiko Hara     | Satyawan          | Kim Soo-hwan          |
| 74 kg  | Ajatollah Wagozari | Raj Kumar         | Yoon Kyung-jae        |
| 82 kg  | Hossein Mohebbi    | Atsushi Itō       | Mohammed Jabouri      |
| 90 kg  | Hassan Mohebbi     | Yoshitaka Arimoto | Abdul Majeed Maruwala |
| 100 kg | Subhash Verma      | Hong Chol-ho      | Mehdi Mohebbi         |
| 130 kg | Ali Reza Solejmani | Gurmukh Singh     | Hidenori Nara         |

## styl klasyczny
| Waga   | Złoto:          | Srebro:          | Brąz:           |
| 48 kg  | Gwon Deog-yong  | Mohsen Taheri    | Yasuichi Ebina  |
| 52 kg  | Ahad Pazadż     | Ashok Kumar Garg | Lee Sang-ho     |
| 57 kg  | Isao Kawamoto   | Kim Jin-won      | Ghazi Salah     |
| 62 kg  | Kim Seong-min   | Taizo Deguchi    | Gian Singh      |
| 68 kg  | Lee Sam-sung    | Hamid Rahimi     | Yasushi Miyake  |
| 74 kg  | Hiromichi Itō   | Musa Tabatabaji  | Dinesh Kumar    |
| 82 kg  | Kim Sang-kyu    | Motomu Kobayashi | Naser Chalili   |
| 90 kg  | Tōru Higashide  | Hassan Babak     | Bhim Singh      |
| 100 kg | Mohammad Naderi | Malkhan Singh    | Masahiko Fukube |
| 130 kg | Farhan Mohammed | Ram Asre         | Nie przyznano   |